# アレックス・ストレンジラブ
『アレックス・ストレンジラブ』（Alex Strangelove）は2018年に配信されたアメリカ合衆国の青春映画。監督はクレイグ・ジョンソン、出演はダニエル・ドヘニー、アントニオ・マルツィアーレ、マデリーン・ワインスタインなど。

## ストーリー
高校生のアレックス・トゥルーラブにはクレアという親友がいた。クレアとアレックスは極めて仲が良かったが、恋愛感情は一切なかった。しかし、事態は急変する。クレアの母親がガンの可能性を疑われたため、クレアはすっかり動転してしまい、勢い余ってアレックスにキスをしてしまったのである。それ以降、2人の間には微妙な雰囲気が漂っていたが、何の進展もないまま8ヶ月が経過した。流石にこのままではまずいと思った2人はホテルを予約することにした。その後、アレックスはエリオットと知り合いになった。エリオットは同性愛者であることを公言しており、アレックスにはクレアと同じくらい魅力的な人物に思えた。ここに至り、アレックスは自分が同性愛者なのではないかという疑問を抱くようになった。
初めてのセックス中、アレックスがクレアに「他に好きな人ができた」と告げたところ、当然の如く叩き出されてしまった。エリオットと会うのも気まずくなったアレックスはパーティーに繰出し、酔った勢いで見知らぬ女の子と一夜を共にした。その後、クレアとのすったもんだの末にアレックスはプールに転落してしまう。クレアに救出されたアレックスは自分が同性愛者であることを告白した。一瞬衝撃を受けたクレアではあったが、アレックスの告白を真剣に受け止めてくれた。2人は仲直りし、プロムには一緒に出席することとなった。
プロムの会場に到着したアレックスだったが、そこで予期せぬ人物と遭遇することになった。それは親友であるクレアが仕掛けたサプライズであった。

## キャスト
※括弧内は日本語吹替
- アレックス・トゥルーラブ: ダニエル・ドヘニー（英語版）（茂木たかまさ[3]）
- エリオット: アントニオ・マルツィアーレ（英語版）（西森千豊[3]）
- クレア: マデリーン・ワインスタイン（英語版）（北原沙弥香[3]）
- デル: ダニエル・ゾルガードリ（三浦透）
- ブレイク: ニック・ドダニ
- ジョシュ: フレッド・ヘッキンジャー
- ソフィー・ヒックス: アニー・Q（英語版）（皆瀬まりか）
- ヒラリー: エイデン・メイエリ
- ヘレン: キャスリン・アーブ
- ホリー・トゥルーラブ: ジョアンナ・P・アドラー（英語版）
- ロン・トゥルーラブ: ウィリアム・ラグズデール（英語版）
- グレッツェン: イザベラ・アマラ（英語版）
- シエラ: ソフィー・フォールケンベリー（五阿弥ルナ）
- ダコタ: ダンテ・コスタビル

## 製作
2016年5月、STXエンターテインメントがクレイグ・ジョンソン監督の新作の配給を手掛けることになったと報じられた。2017年4月13日、NetflixがSTXエンターテインメントから本作の配給権を買い取ったと発表した。20日、新人俳優のダニエル・ドヘニーが起用されたと報じられた。5月、本作の主要撮影がブルックリンで始まった。6月、ニック・ドダニとアントニオ・マルツィアーレがキャスト入りした。
2018年4月14日、本作はサンフランシスコ国際映画祭でプレミア上映された。

## 評価
本作は批評家から好意的に評価されている。映画批評集積サイトのRotten Tomatoesには21件のレビューがあり、批評家支持率は86%、平均点は10点満点で6.4点となっている。サイト側による批評家の見解の要約は「『アレックス・ストレンジラブ』はフレッシュかつ洞察に満ちた作品であり、ティーンだけではなく大人でも楽しめる作品となっている。また、同作は知的なユーモアと勇敢かつ進歩的なアプローチを取ることで、ティーンのセクシュアリティの問題に生命を吹き込んでいる。」となっている。また、Metacriticには10件のレビューがあり、加重平均値は62/100となっている。